# 過港 (雲林縣)
過港，是臺灣雲林縣土庫鎮的一個傳統地域名稱，位於該鎮東南部。相較於今日行政區，其範圍大致包括越港里、溪邊里。

## 歷史
台灣清治末期至日治初期，過港地區為一街庄，稱為「過港庄」，隸屬於大坵田堡。該庄北與三合庄為鄰，東北與湳仔庄為鄰，東及東南隔虎尾溪與埔羗崙庄、佃仔林庄為界，西南邊為鹿藔庄，西邊為糞箕湖庄、新興庄、土庫庄。
1901年（日治明治三十四年）11月，全台設置二十廳，該庄隸屬於斗六廳。1903年（明治三十六年），改名桃園廳。1909年（明治四十二年）10月，合併二十廳為十二廳，該庄改隸屬於嘉義廳。1920年（大正九年），廢十二廳改設五州二廳，該庄改制為「過港」大字，隸屬於臺南州虎尾郡土庫庄。1943年10月，土庫庄升格為土庫街。
戰後土庫街改制為土庫鎮，隸屬於臺南縣，大字亦改制為里。1946年1月，土庫、褒忠分治，本地區仍隸屬於土庫鎮。1950年雲、嘉、南分治，土庫鎮改隸屬於雲林縣。

## 聚落
本地區發展較早的聚落有過港、竹腳藔、溪埔厝藔（溪埔寮）、下庄仔等，在日治期初期的官方地圖上已有記載。

## 交通
縣道145號是埤頭至新街的道路，大致以東北東—西南西走向轉縱向再轉東北—西南走向經過過港地區北部，向東北東可前往虎尾、西螺、埤頭，向西南可前往元長、北港並止於省道台19線路口。
縣道145甲線是土庫至新港的道路，大致以北北東—南南西走向經過本地區西部邊界地帶中、南段。由該道路北北東可前往土庫市區西南部並止於土庫商工東側圓環，向南南西可前往元長東部、新港北部並止於縣道157號路口
鄉道雲95線是北溪厝至溪埔寮的道路，其南側端點位於本地區西南部下庄子聚落西郊的縣道195甲線路口。由此向東北東轉東再轉北穿越下庄子聚落後，轉東北經溪埔寮聚落後轉北，至縣道145號（林森路）路口轉北北東與其共線一小段路後，至成功路轉西北西再轉北北西獨行，至光明路轉北北東出境後進入土庫市區東北部，至縣道158甲線（建國路）路口轉西北與其共線一小段路再轉東北獨行離開土庫市區後，可前往三合、竹圍子、北溪厝並止於縣道158號路口。
鄉道雲95-1線是土庫至竹腳寮的道路。
鄉道雲96線是下莊仔至斗南的道路，目前因受阻於虎尾溪並未全線通車。全線的西側端點（起點）位於本地區東南部邊界南側的縣道145甲線路口（過港地區下庄子聚落西北郊）。由此向南出境後蜿蜒行至聚落西側路口，轉東再轉北北東蜿蜒穿越聚落後轉東北可前往溪埔寮聚落、竹腳寮聚落並止於聚落東南端附近的虎尾溪北岸穎川堤防道路路口。虎尾溪南岸路段的起點位於上述位置正南方的豐岡堤防道路路口（埔羗崙地區田心聚落西北西郊），由此向東南可前往田子林與埔羗崙交界地帶西段、田子林、田子林與埔羗崙交界地帶東段、埤頭、五間厝並止於該地區東部邊界的省道台1線路口。
鄉道雲173線（聯美路）是土庫至牛埔寮的道路，大致以北北西—南南東走向轉西北—東南走向經過本地區中部偏西地帶。由該道路向北北西可前往土庫市區西南側並止於縣道145甲線路口圓環，向東南轉南南東可前往田子林西部、舊庄東北部、游厝與大埤頭交界地帶並止於牛埔寮聚落北側的縣道157號路口。

## 學校
- 永年高中
- 土庫國小過港分校